# قنطيون إفريقي سيبنلستي
قنطيون أفريقي سيبنلستي (الاسم العلمي: Afrocanthium siebenlistii) هو نوع من النباتات يتبع جنس القنطيون الأفريقي من الفصيلة الفوية.